# Musculus craniomandibularis externus anterior
Musculus craniomandibularis externus anterior, musculus cranio-intramandibularis, mięsień 0md2 (ang. anterior cranio-mandibular muscle, adductor of the mandible) – mięsień wchodzący w skład głowy owadów.
Jeden z mięśni żuwaczkowych. Ogólnie swój początek bierze na policzku (gena), poniżej oka złożonego, a jego koniec przyczepia się wraz ze ścięgnem (tendon) do żuwaczki, w tyle od przedniego zespołu stawowego. Stanowi adduktor żuwaczki.
U błonkówek wychodzi tyno-grzbietowo z puszki głowowej i łączy ze ścięgnem przyczepionym do przednio-proksymalnej części żuwaczki.
U górczyków mięsień ten jest nieobecny.